# Ugrin Csák (arzobispo)
Ugrin Csák (en húngaro: Csák Ugrin) fue un noble húngaro, arzobispo de Kalocsa y  uno de los comandantes militares más prominentes durante la invasión de los mongoles a Hungría en 1241.

## Biografía
Ugrin pertenecía a una importante y poderosa familia húngara. En 1219 fue nombrado arzobispo de Kalocsa, convirtiéndose en la segunda autoridad más poderosa de la Iglesia católica en Hungría después de la figura del arzobispo de Esztergom.
Durante su episcopado se fundó un enorme hospital en la ciudad de Kalocsa, y la diócesis de Sirmia fue establecida en 1229. Ugrin tomó parte en la coronación del rey Andrés II de Hungría. En esta época estallaron las guerras contra los patarenos en la región de Bosnia, lo cual sucedió tras el establecimiento de la sede en Sirmia. De esta manera, en los próximos años estas guerras y el apaciguamiento de los rebeldes se convirtieron en la principal tarea de Ugrin.
En 1239 el rey Bela IV de Hungría, hijo del fallecido Andrés II, se vio forzado a preparar una estrategia ante la inminente invasión de los mongoles que se avecinaba sobre Hungría. El Principado de Kiev y El Ducado de Polonia pronto cayeron, y sin conseguir poner de acuerdo a la nobleza que no tomó en serio la amenaza, Bela IV intentó coordinar un movimiento defensivo. Este monarca no era amante de la guerra, sino un muy culto hombre de Estado, con una brillante mente planificadora. En su lugar, su hermano menor, el príncipe Colomán era el que conducía todas las batallas. En 1241 ante la llegada de los ejércitos mongoles, Colomán y Ugrin Csák pasaron a ser los máximos comandantes de las tropas húngaras y repelieron en varias ocasiones a los primeros invasores. Los ejércitos tártaros de Batu Kan divididos en varios grupos asfixiaron el campamento húngaro al cual se habían replegado las fuerzas, tras lo cual el 11 de abril de ese mismo año se produjo el enfrentamiento final entre los mongoles y los húngaros: la batalla de mohi. La desastrosa derrota de los húngaros solo permitió que a duras penas el rey escapase del campo de batalla, donde murieron el arzobispo Matías Rátót de Esztergom, Ugrin Csák de y decenas de nobles, dignatarios y miles de soldados. Igualmente, a los pocos meses murió el príncipe Colomán por las heridas de guerra tras haber conseguido escapar momentáneamente.
Los ejércitos tártaros se retiraron de Hungría tras la muerte de su jefe máximo. Tras esto el rey Bela IV reconstruyó las ciudades y desarrolló un sistema defensivo de más de 100 castillos. Por esto Bela IV es considerado el segundo fundador del Estado húngaro (pues el primero fue el rey San Esteban I de Hungría).